# 파마늉아어족
파마늉아어족(영어: Pama-Nyungan languages)은 오스트레일리아 원주민 언어의 90%가 속한 어족이다. 18세기 중엽 이전까지는 이 어족에 속한 언어들이 오스트레일리아 대륙 전역에서 쓰였으나, 이후의 영국인들의 침략으로 인해 많은 수가 절멸하였다. 어족의 명칭은 오스트레일리아의 퀸즐랜드주의 원주민들이 사람을 지칭하던 단어인 'pama(파마)'과 웨스턴오스트레일리아주 남부의 원주민들이 사람을 지칭하던 말인 'nyunga(늉아)'에서 따왔다.

## 역사
18세기 중엽까지 오스트레일리아 원주민들의 언어가 오스트레일리아 전 지역에서 널리 쓰이고 있었고, 당시에는 약 350여개의 언어들이 있었던 것으로 추정되지만, 이후에 영국인들의 도래가 시작되면서 오스트레일리아 원주민들의 상당수가 영국인들의 침략과 전염병의 확산 등으로 몰살되기 시작하면서 점차적으로 언어들이 소멸하였다. 그리하여 2017년 현재는 단 200여개의 언어들만이 현존하는 것으로 추정된다. 이와는 별도로 오스트레일리아 원주민들의 언어들이 서로 강한 친연성을 지닌다는 주장이 이미 18세기경부터 제기되어 왔으나 당시에는 그저 추측으로만 그쳤고, 1988년에 이르러서야 미국의 언어학자인 케네스 헤일에 의해 이 주장이 다시 제기되어 오스트레일리아 원주민 언어의 대부분이 속한 어족을 '파마늉아어족'으로 명명하게 된다. 당시에는 오스트레일리아 원주민 제어 연구의 권위자였던, 영국의 언어학자인 로버트 딕슨이 오스트레일리아 원주민 언어의 대부분이 사멸하여 친연성을 입증하기 어렵다는 점을 들어서 파마늉아어족 가설을 회의적으로 여겼으나, 2004년에 파마늉아어족의 조어를 재구하는데 성공하면서 그 실상이 조금씩 알려지게 된다.

## 특징
2004년의 연구를 통해 밝혀진 파마늉아어족의 공통된 특징은 다음과 같다. 첫째로, 파마늉아어족에 속한 언어들의 공통 어휘는 tjina(발), mara(손), pula(2), kuna(똥), nga-(먹다), nya-(보다)이다. 그리고 파마늉아어족에 속한 언어들은 몇몇 언어를 제외하면 a, i, u의 세가지 발음이 장음과 단음의 형태로 존재하고 있었으며, 대부분 권설음이 존재하지만 마찰음은 거의 없었음이 밝혀져 있다. 거기다가 유음이 어두에 오지 않는 현상도 확인되었다.
Evans & McConvell에 따르면 왈피리어와 같은 전형적인 파마늉아 언어는 의존어표시 언어이며 접두사 없이 접미사만을 사용하고 문법적 성은 없다. 그러나 탕카어족처럼 파마늉아어족이 아닌 몇몇 언어들도 이 특징을 공유하고, 거꾸로 핵어표시 언어이며 접두사를 사용하고 복잡한 성 체계를 지닌 야뉴와어처럼 몇몇 파마늉아 언어는 이 틀에서 벗어난다.

## 재구
파마늉아조어는 가깝게는 현재로부터 5천 년 전에 쓰였을지도 모른다. 이는 오스트레일리아 원주민이 호주에 살기 시작한 시기인 4만 ~ 6만 년 전에 비하면 매우 최근이다. 어떻게 해서 파마늉아어족이 호주 대륙 대부분을 덮었으며 (만약 있었다면) 파마늉아어족 이전의 언어들을 몰아냈는지는 불확실하다. 한 가지 가설은 집단 간에 문화와 의식이 전파될 때 언어도 함께 전달되었다는 것이다. 파마늉아어족 하위집단 간 동근어의 관계를 보면, 파마늉아어족은 여러 면에서 언어동조대의 특징을 지니는 듯하며, 이는 고대에 하위 집단 간 문화 접촉의 여러 물결이 있었음을 시사한다. 특히 로버트 딕슨은 세계의 여러 어족에서 나타나는 계통수 구조가 파마늉아어족을 설명하는 데 적합하지 않다고 주장한 바 있다.
Bouckaert, et al. (2018)은 전산계통학적 방법론을 토대로 파마늉아어족이 홀로세 중기에 호주 동북부의 걸프 평원 지역으로부터 확산해 나갔다고 추정했다.

### 어휘
케네스 헤일은 1982년 파마늉아어족에 고유한 어휘 목록을 발표하였다. Evans & McConvell의 평가에 따르면, O'Grady & Tryon은 파마늉아조어의 대명사와 격 접미사를 재구한 것 외에도 (비록 그들이 제시한 몇몇 어근은 설득력이 떨어지기는 하지만) “파마늉아 지역 전체에 걸쳐 나타나며 그 바깥에는 나타나지 않는 수백 개의 명백한 동근어 집합”을 제시하였다.

### 음운론
Barry Alpher (2004)는 파마늉아조어의 음소 목록을 다음과 같이 재구하였는데, 오늘날의 파마늉아어족 언어들과 상당히 비슷하다.

#### 모음
|        | 전설 | 후설 |
| ------ | ---- | ---- |
| 고모음 | i iː | u uː |
| 저모음 | a aː | a aː |

모음의 길이는 단어의 첫 음절(즉 강세음절)에서만 변별적이다.

#### 자음
|        | 변자음   | 변자음   | 설단음 | 설첨음 | 설첨음 |
| 양순음 | 연구개음 | 후치경음 | 치경음 | 권설음 |        |
| ------ | -------- | -------- | ------ | ------ | ------ |
| 파열음 | p        | k        | c, cʲ  | t      | ʈ      |
| 비음   | m        | ŋ        | ɲ      | n      | ɳ      |
| 설측음 |          |          | ʎ      | l      | ɭ      |
| R음    |          |          |        | r      | ɽ      |
| 반모음 | w        | w        | j      |        |        |

파마늉아조어의 설단음 계열은 하나뿐이었던 것으로 보인다. 오늘날 여러 파마늉아 언어에서 나타나는 설단 치음과 설단 (치)경구개음의 대립은 대부분 특정 환경에서 일어난 음운 변화에서 비롯한 것이라고 설명할 수 있다.
그러나 치음이 나타나야 할 자리에 치경구개음이 나타나는 단어가 소수 있으며, 이러한 자음을 *cʲ로 표기한다. 그러나 이에 대응하는 비음 *ɲʲ나 설측음 *ʎʲ가 존재했다는 설득력 있는 증거는 없다.

## 음소배열론
일반적으로 파마늉아어족 언어는 다음과 같은 음소배열론적 제약을 따른다. 어두자음은 최대 하나이고, 마찰음 음소는 없으며, 유음으로 시작하는 단어는 없다. 그러나 유성 마찰음이 발달한 여러 언어가 산재해 있다. 예를 들어 앙구티므리어가 그렇다. 하지만 유일한 마찰음이 /ɣ/이고 다른 언어학자들은 이를 /ɰ/로 분석하는 경우도 많다. 더 좋은 예시는 칼라우라가우야어인데, 이웃한 파푸아 제어와의 접촉을 통해 마찰음을 얻었을 뿐 아니라 마찰음과 파열음의 유·무성 대립까지 얻은 사례이다. 빅토리아주의 여러 언어는 어두에서 /l/을 허용하며, 그 중 하나인 구나이어는 어두의 /r/과 어두 자음군 /kr/, /pr/도 허용하는데, 이는 배스 해협 너머의 태즈메이니아 제어도 공유하는 특징이다.

## 분류

### 전통적 분류
파마늉아어족의 전통적이고 보수적인 분류는 다음과 같다. 동해안을 따라 케이프요크반도에서 배스 해협으로 내려가면 다음과 같은 언어와 어파가 있다. 괄호 안 숫자는 속한 언어의 수를 나타낸다.
- 칼라우라가우야어
- 파마어파 (41)
- 이디뉴어
- 지르발어파 (5)
- 마라어파 (26)
- 와카카비어파 (5)
- 두루발어파 (5)
- 반잘랑어파 (4)
- 굼바잉기르어파 (2)
- 아네완어
- 위라두리어파 (5)
- 유인쿠리어파 (14)
- 깁스랜드어파 (5)

남해안을 따라 멜버른에서 퍼스 방향으로 가면:
- 요타요타어파 (2)
- 쿨린어파 (13)
- 머리하류어파 (9)
- 투라유라어파 (8)
- 늉어파 (11)

서해안을 따라 위로 올라가면:
- 카투어파 (5)
- 카냐라만타타어파 (8)
- 응아야타어파 (12)
- 마릉우어파 (3)

호주 북부 비파마늉아어족 언어들의 바로 남쪽, 파마어파로부터 내륙으로 들어가면:
- 응움빈야파어파 (10)
- 와루뭉우어
- 왈루와라어파 (5)
- 칼카퉁우어파 (2)
- 마이어파 (7)

위의 어파에 둘러싸인 어파들은 다음이 있다.
- 와티어파 (15)
- 아란다어파 (9)
- 카나어파 (18)
- 얄리어파 (3)
- 무루와리어
- 바간지어

다른 파마늉아어족 언어들의 북쪽에 홀로 떨어진 어파는 다음과 같다.
- 욜릉우어파 (10)

### 다른 어족과의 관계
니콜라스 에반스의 주장에 따르면 파마늉아어족은 가라와어족과 가장 가까운 계통이며 그 다음으로 탕카어족과 가깝다. 그리고 이것은 다시 군위뉴구어족과 함께 확대 파마늉아어족이라는 대어족을 이룬다고 제안한다. 그러나 이 주장은 아직 학계의 지지를 얻을 만큼 근거를 확보하지 못했다.

## 같이 보기
- 오스트레일리아 원주민 언어
- 로버트 딕슨
- 언어 연합

## 참고 문헌
- Claire Bowern & Harold Koch, eds. (2004) Australian Languages: Classification and the Comparative Method. John Benjamins Publishing Company.
- McConvell, Patrick and Nicholas Evans. (eds.) 1997. Archaeology and Linguistics: Global Perspectives on Ancient Australia. Melbourne: Oxford University Press
- Dixon, R. M. W. 2002. Australian Languages: Their Nature and Development. Cambridge University Press
- Evans, Nicholas. (eds.) 2003. The Non-Pama–Nyungan Languages of Northern Australia. Comparative studies of the continent's most linguistically complex region 보관됨 2022-12-01 - 웨이백 머신. Canberra: Pacific Linguistics